# Lũ lụt Anh và Ireland 2009
Trận lũ tại Anh và Ireland năm 2009 là một sự kiện thời tiết có ảnh hưởng nhiều nơi tại Anh và Ireland trong suốt tháng 11 vào tháng 12 năm 2009. Tháng 11 là tháng ẩm ướt nhất trên toàn Vương quốc Anh kể từ khi các bản ghi chép được bắt đầu vào năm 1914 và cũng đã ở mức trên nhiệt độ trung bình. Các khu vực bị ảnh hưởng tồi tệ nhất tại Đảo Anh là quận Cumbria của Anh. Các quận Clare, Cork, Galway và Westmeath của Ireland là trong số các khu vực bị ảnh hưởng tồi tệ nhất của Ireland.
Gió bão châu Âu đã mang mưa lớn và gió mạnh đã gây ra gây ra thiệt hại và ngập lụt ở phía nam của Vương quốc Anh ngày từ ngày 13-14 tháng 11 năm 2009. Thời tiết tiếp tục bất ổn trên toàn miền nam và sau đó ở phía bắc. Từ ngày 19-20 tháng 11 năm 2009, nhiều thị trấn và làng mạc ở Cumbria và Dumfries và Galloway đã bị ảnh hưởng. Một số cây cầu bị sụp đổ, một trong số các vụ sập cầu đó đó đã gây ra cái chết của một sĩ quan cảnh sát, người đã đứng trên cầu khi nó sụp đổ . Một vụ chết người xảy ra ngày 21 tháng 11 năm 2009 khi một người đang bơi xuống bị mắc kẹt với một cây gần Poundsgate, trên sông Dartmoor tại Devon. Ở Powys, đã có hai người thiệt mạng, ở Newtown và Talybont-on-USK.
Trong số nhiều nơi bị ngập lụt nặng nề là có thành phố lớn thứ nhì Ireland, thành phố Cork Ngày 23 tháng 11 năm 2009, 40% dân của thành phố Cork không có nước máy để dùng do một nhà máy xử lý nước đã nằm sâu vài mét dưới nước ngập. University College Cork bị hư hại và ít nhất một tuần giảng dạy bị huỷ bỏ. Các toà án cũng bị gây hại vài tòa phải chuyển đến một khách sạn. Taoiseach Brian Cowen has được mô tả the situation in Ireland as an "ongoing emergency" that is going to get worse.